# Theodor Seidel
Theodor Seidel (* 29. Juli 1931 in Bischofswerda) ist ein deutscher Jurist, Richter und ehemaliger Fluchthelfer. Er war Vorsitzender Richter der Großen Strafkammer des Landgerichts Berlin und wurde als Vorsitzender Richter im ersten Mauerschützenprozess und im Prozess gegen den ehemaligen Stasi-Chef Erich Mielke bundesweit bekannt.

## Leben
Seidel ist gebürtiger Sachse und lebte bis 1950 in Großharthau bei Bischofswerda; sein Vater war Prokurist in einer Schuhfabrik. Er verließ 1950 als 19-Jähriger Familie und Freunde und kam nach West-Berlin als Flüchtling aus der DDR. Dort studierte er an der Freien Universität Berlin Jura und war außerdem als Fluchthelfer tätig. Er promovierte 1963 in Köln mit der Dissertation Das Recht des Beschuldigten auf rechtliches Gehör im Strafprozeß zum Dr. jur. Seit 1969 war er Richter in Berlin. Dort wurde er Vorsitzender Richter der Großen Strafkammer des Landgerichts Berlin. Sein Bruder wurde 1964 in der DDR wegen versuchter Republikflucht von der Stasi verfolgt und inhaftiert.

### Prozesse gegen DDR-Funktionäre
Seidel wurde als Richter im ersten Mauerschützenprozess (Chris-Gueffroy-Prozess) nach der deutschen Wiedervereinigung und als Vorsitzender Richter im Mordprozess (1992–1993) gegen Erich Mielke wegen der Morde auf dem Bülowplatz bundesweit bekannt. Seine juristische Argumentation im Mauerschützenprozess, insbesondere seine Berufung auf Naturrechtsargumente, wurde kontrovers diskutiert, sowohl in Deutschland als auch in der internationalen Fachliteratur.

### Kriegsverbrechen in Sachsen

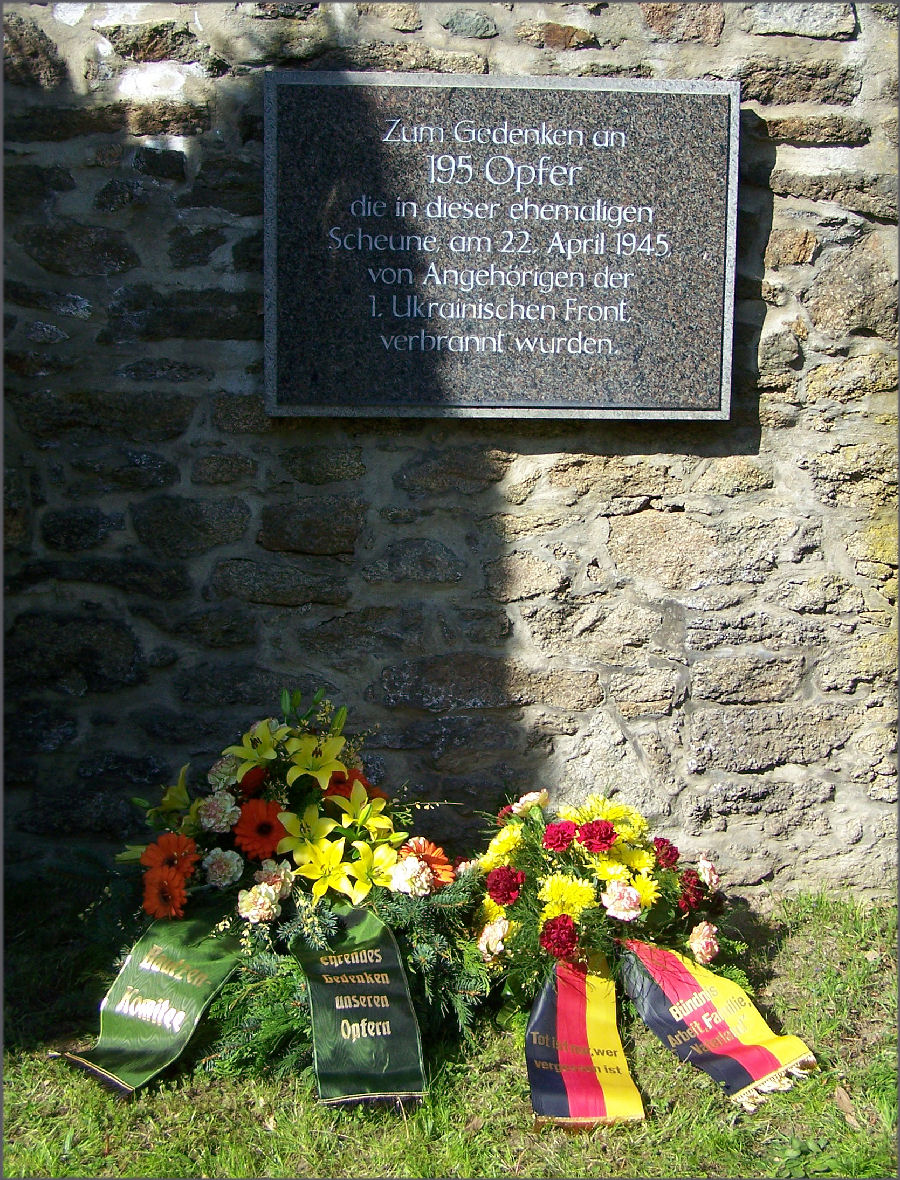
Gedenktafel in Niederkaina

Seidel verlor seinen Vater am 22. April 1945 in Niederkaina bei Bautzen. 2005 veröffentlichte Seidel ein Buch, Kriegsverbrechen in Sachsen (Leipziger Universitätsverlag), das u. a. diesen Fall behandelt. Eine dritte erweiterte Ausgabe erschien 2013. Dem Buch und der Stadtverwaltung Bautzens zufolge wurden 195 Deutsche von Soldaten der 1. Ukrainischen Front der Roten Armee in eine Scheune gesperrt und bei lebendigem Leib verbrannt. Eine Gedenktafel erinnert an die Opfer.

## Publikationen
- Das Recht des Beschuldigten auf rechtliches Gehör im Strafprozeß, Dissertation, Köln, 1963
- Kriegsverbrechen in Sachsen, Leipziger Universitätsverlag, 3. erweiterte Ausgabe, 2013, ISBN 9783865830524